# Curved Air
Curved Air – britská skupina, průkopník progressive rocku.

## Historie
Skupinu v roce 1969 založili hudebníci:
- Francis Monkman (klávesy, kytara)
- Darryl Way (elektrické housle, zpěv)
- Sonja Kristina Linwood (zpěv)
- Florian Pilkington-Miksa (bicí)
- Rob Martin (baskytara).

Skupina se vyvinula ze skupiny Sisyphus  a byla pojmenována Francisem Monkmanem podle skladby A Rainbow in Curved Air, jejímž autorem byl současný skladatel Terry Riley.
Skupina prodělávala časté změny:
- Ian Eyre nahradil na druhém albu baskytaristu Roba Martina
- Mike Wedgwood přebírá post baskytaristy na albu třetím
- další změny byly:
  - Eddie Jobson (později Roxy Music, Frank Zappa a Jethro Tull)
  - Stewart Copeland (The Police)
  - Tony Reeves ex-Greenslade, Colosseum, John Mayall).

Pouze Sonja Kristina zůstala jako jediná ze zakládajících členů. Monkman, člen Akademie sv. Martina v polích, později hrál s kytaristou Johnem Williamsem ve skupině nazvané Sky.
Hudebníci pocházeli z dosti odlišných uměleckých oblastí, klasické, folkové a elektronické hudby, konečným produktem pak byla směs progressive rocku, folk rocku a jazzových fúzí s klasickými prvky.
Skupina prorazila v roce 1970 debutovým albem , Airconditioning, které dosáhlo pozice číslo 8 v žebříčku britské hitparády a bylo druhým vydaným obrázkovým diskem, první vydala skupina Saturnalia o rok dříve. V roce 1976 skupina nahrála jejich tehdy poslední studiové album. Později se skupina několikrát sešla ve své původní sestavě za účelem odehrání koncertu, přičemž v roce 1990 vzniklo jejich další živé album.

## Diskografie

### Alba
- Airconditioning (1970)
- Second Album (1971)
- Phantasmagoria (1972)
- Air Cut (1973)
- Live (1975)
- Midnight Wire (1975)
- Airborne (1976)
- Lovechild (záznam v roce 1973, vydáno 1990)
- Live At The BBC (1995)
- Alive, 1990 (2000)
- North Star, 2014

### Singly
- It Happened Today / Vivaldi / What Happens When You Blow Yourself Up (1971)
- Back Street Luv / Everdance (1971)
- Sarah's Concern / Phantasmagoria (1972)
- Desiree / Kids to Blame (1976)
- Baby Please Don't Go / Broken Lady (1976)
- Renegade / We're Only Human (1984)

## Umělci
- Sonja Kristina
- Darryl Way
- Francis Monkman
- Florian Pilkington-Miksa
- Rob Martin
- Ian Eyre
- Mike Wedgwood
- Eddie Jobson
- Kirby Gregory
- Jim Russell
- Phil Kohn
- Stewart Copeland
- Mick Jacques
- Tony Reeves
- Alex Richman